# Fredrik Bajer
Fredrik Bajer (21 tháng 4 năm 1837 - 22 tháng 1 năm 1922) là nhà giáo, nhà văn và chiến sĩ hòa bình người Đan Mạch, đã được trao giải Nobel Hòa bình năm 1908 cùng với Klas Pontus Arnoldson (người Thụy Điển)

## Tiểu sử và sự nghiệp
Fredrik Bajer là con của một mục sư, học tại học viện Sorø (Sorø Academy) từ năm 1848 tới năm 1854, nhưng ngay trước khi thi tốt nghiệp (tương đương) tú tài, thì Bajer rời trường này xin vào học trường sĩ quan quân đội. Năm 1864 Bajer tham gia cuộc chiến tranh Schleswig thứ hai chống lại Phổ và Áo. Năm 1865 ông ra khỏi quân đội và bắt đầu đấu tranh cho hòa bình.
Bajer định cư tại Copenhagen, làm giáo viên, dịch sách và viết văn. Năm 1867 Bajer tham gia Liên đoàn hòa bình thế giới của Frédéric Passy (người Pháp) và hoạt động tại vùng Scandinavia. Năm 1872 Bajer được bầu vào Quốc hội Đan Mạch và được tái cử liên tục tới năm 1895. Bajer luôn đấu tranh cho sự nghiệp bình đẳng xã hội và đưa ra nguyên tắc sử dụng trọng tài quốc tế để giải quyết các tranh chấp giữa các quốc gia, đồng thời thúc đẩy Đan Mạch tham gia Liên minh Liên nghị viện (Inter-Parliamentary Union) ngay từ đầu và đã chiếm được vị trí quan trọng trong tổ chức này.
Cùng với người vợ - Mathilde Bajer, người đấu tranh cho nữ quyền - Bajer lập ra "Hiệp hội Phụ Nữ Đan Mạch" năm 1871 nhằm đấu tranh cho quyền bình đẳng của nữ giới. Năm 1877 - 1879 Bajer làm biên tập viên báo "Folkevennen" (Bạn dân). Năm 1882 Bajer lập "Hiệp hội đấu tranh cho Sự trung lập hóa Đan Mạch" (Forening til Danmarks Neutralisering), sau gọi là "Hiệp hội Hòa bình Đan Mạch" (Dansk Fredforening) và làm hội trưởng từ năm 1884 tới 1892. Năm 1891 Bajer là người đồng sáng lập Phòng Hòa bình Quốc tế (International Peace Bureau), trụ sở tại Bern (Thụy Sĩ) và làm chủ tịch tổ chức này tới năm 1907, sau đó làm chủ tịch danh dự. Bajer đã tham dự nhiều hội nghị hòa bình của Liên đoàn quốc tế đấu tranh cho Hòa bình và Tự do